# Henda Ducados
Henda Ducados Pinto de Andrade, née le 14 juillet 1964 à Rabat, Maroc, est une économiste et sociologue franco-angolaise. Elle est l'une des premières à promouvoir le micro-crédit en Angola et dirige depuis 2010 la communication externe d'une division de la compagnie pétrolière française Total.

## Biographie

### Enfance et éducation
Henda Ducados Pinto de Andrade est née à Rabat, capitale du Maroc. Son père, Mário Pinto de Andrade, était un célèbre combattant de la résistance contre le pouvoir colonial portugais en Angola et a été élu président du mouvement populaire de libération de l'Angola (MPLA) en 1960, en tant que coordinateur des organisations coloniales portugaises (Conferência das Organizações das Colónias Portuguesas (CONCP)). L'objectif de la CONCP, fondée à Casablanca, au Maroc, en 1961, était de relier et de soutenir les mouvements d'indépendance dans les colonies portugaises d'Afrique. Sa mère, Sarah Maldoror, était une cinéaste française d'origine guadeloupéenne. Le couple a eu deux filles, Henda et Annouchka de Andrade,.
En 1966, la famille s'installe à Alger, en Algérie, où elle est acceptée par le mouvement indépendantiste algérien du Front de libération nationale (FLN). Le président algérien Ahmed Ben Bella fournit à la famille une résidence à Bab El Oued, une banlieue d'Alger. Le père d'Henda travaille pour le FLN et tente de soutenir le parti MPLA en Angola depuis l'Algérie, tandis que sa mère produit des films pour l'armée du FLN. Elle a notamment travaillé avec Gillo Pontecorvo sur le film La Bataille d'Alger.
En 1970, un incident entre la cinéaste et un général de l'armée du FLN entraîne son arrestation et son expulsion. La mère s'installe alors avec ses deux filles à Saint-Denis, en banlieue parisienne, où Henda Ducados fréquente l'école primaire et secondaire. Son père reste en Afrique. Après sa rupture avec le MPLA, il vit dans diverses anciennes colonies portugaises en Afrique et les membres de la famille se voient rarement.
Dans les années 1980, Henda Ducados s'installe à Chicago et s'inscrit à l'université Loyola, où elle obtient une licence en économie en 1992.

### Défenseur du microcrédit en Angola
Au cours de ses études à l'Université de Loyola, Ducados s'intéresse aux principes du microcrédit développés par la Grameen Bank qui avait connu un succès au Bangladesh. Elle décide de s'installer en Angola en 1992, où elle apprend le portugais et y dirige un projet pilote de microcrédit pour une ONG avant de recevoir une bourse pour en savoir plus sur les principes du microcrédit sur place au Bangladesh. En 1998, elle fonde le Rede Mulher (Réseau des femmes) en Angola, une plateforme d'échange et de réseautage pour les femmes utilisant les techniques de microfinance,.
Parallèlement, elle approfondit ses études en économie et développement avec un focus sur les microcrédits dans le cadre d'un Master à l'Institute for Development Studies de l'Université de Sussex, dont elle sort diplômée en 1998. À cela, elle a ajouté un diplôme (MPhil) en "Genre et développement" à la London School of Economics and Political Science en 2001, avec son article intitulé "Women in War-Torn Societies: A Study of Households in Luanda's Peri-Zones urbaines".

### Postes professionnels
En 2001, Ducados devient directrice adjointe du Fonds d'action sociale financé par la Banque mondiale.
En 2008, elle prend la direction de la communication externe de la branche angolaise de la compagnie pétrolière française Total.

## Œuvres
- Un show exclusivement masculin ? La survie des femmes angolaises dans la guerre de 30 ans , dans : Women and the Aftermath, Ausgabe 43, 2000, Seiten 11–22
- Kajsa Pehrsson, Gabriela Cohen, Henda Ducados et Paulette Lopes, Towards gender equality in Angola : a profile on gender relations e [prepared by Kajsa Pehrsson in collaboration with Gabriela Cohen, Henda Ducados and Paulette Lopes]., Sida, 2000 (ISBN 91-586-8990-7 et 978-91-586-8990-9, OCLC 476111243, lire en ligne)
- Henda Ducados, António Gumende, Acção para o Desenvolvimento Rural e Ambiente et Development Workshop, Beyond inequalities : women in Angola : a profile of women in Angola, Action for Rural Development and Environment, 2000 (ISBN 0-7974-1750-8 et 978-0-7974-1750-2, OCLC 50810518, lire en ligne)
- Henda Ducados Pinto de Andrade, Mário Pinto de Andrade : uma olhar íntimo, 2009 (ISBN 978-972-8934-85-9 et 972-8934-85-8, OCLC 1034941653, lire en ligne)

- Les femmes dans les sociétés déchirées par la guerre : une étude des ménages dans les zones périurbaines de Luanda. London School of Economics and Political Science, 2007, (anglais).